# Tir als Jocs Olímpics d'estiu de 1992
Als Jocs Olímpics d'Estiu de 1992 celebrats a la ciutat de Barcelona (Catalunya) es disputaren 13 proves de tir olímpic, set en categoria masculina, quatre en categoria femenina i dues en categoria mitxta. Les proves es disputaren entre els dies 26 de juliol i 2 d'agost de 1992 al Camp de Tir Olímpic de Mollet (Mollet del Vallès).
Hi participaren un total de 407 tiradors, entre ells 290 homes i 117 dones, de 83 comitès nacionals diferents.
Aquesta fou la primera vegada que una dona aconseguí la victòria en una prova mixta amb la victòria de la xinesa Zhang Shan a la prova de skeet, i també l'última oportunitat per fer-ho, ja que en els següents Jocs se suprumí la categoria mixta i les proves únicament foren o bé masculines o bé femenines.

## Resum de medalles

### Categoria masculina
| Prova                                     | Or                   | Argent            | Bronze              |
| Pistola d'aire 10 metres Detalls          | Wang Yifu            | Sergei Pyzhianov  | Sorin Babii         |
| Pistola ràpida 25 metres Detalls          | Ralf Schumann        | Afanasijs Kuzmins | Vladimir Vokhmyanin |
| Pistola lliure 50 metres Detalls          | Kanstantsin Lukashyk | Wang Yifu         | Ragnar Skanåker     |
| Rifle en posició estesa 50 metres Detalls | Lee Eun-chul         | Harald Stenvaag   | Stevan Pletikosić   |
| Rifle en 3 posicions 50 metres Detalls    | Gratchia Petikian    | Robert Foth       | Ryohei Koba         |
| Carabina d'aire 10 metres Detalls         | Yuri Fedkin          | Franck Badiou     | Johann Riederer     |
| Blanc mòbil 10 metres Detalls             | Michael Jakosits     | Anatoli Asrabayev | Luboš Račanský      |

### Categoria femenina
| Prova                                  | Or                | Argent          | Bronze                  |
| Pistola d'aire 10 metres Detalls       | Marina Logvinenko | Jasna Šekarić   | Maria Grozdeva          |
| Pistola ràpida 25 metres Detalls       | Marina Logvinenko | Li Duihong      | D. Mönkhbayar           |
| Carabina d'aire 10 metres Detalls      | Yeo Kab-soon      | Vesela Letcheva | Aranka Binder           |
| Rifle en 3 posicions 50 metres Detalls | Launi Meili       | Nonka Matova    | Małgorzata Książkiewicz |

### Categoria mixta
| Prova                  | Or            | Argent          | Bronze          |
| Fossa Olímpica Detalls | Petr Hrdlička | Kazumi Watanabe | Marco Venturini |
| Skeet Detalls          | Zhang Shan    | Juan Giha       | Bruno Rossetti  |

## Medaller
| Posició | País                       | Or | Argent | Bronze | Total |
| 1       | Equip Unificat             | 5  | 2      | 1      | 8     |
| 2       | R.P. de la Xina            | 2  | 2      | 0      | 4     |
| 3       | Alemanya                   | 2  | 0      | 1      | 3     |
| 4       | Corea del Sud              | 2  | 0      | 0      | 2     |
| 5       | Estats Units               | 1  | 1      | 0      | 2     |
| 6       | Txecoslovàquia             | 1  | 0      | 1      | 2     |
| 7       | Bulgària                   | 0  | 2      | 1      | 3     |
| 8       | Participants Olímpics Ind. | 0  | 1      | 2      | 3     |
| 9       | Japó                       | 0  | 1      | 1      | 2     |
| 10      | França                     | 0  | 1      | 0      | 1     |
| 10      | Letònia                    | 0  | 1      | 0      | 1     |
| 10      | Noruega                    | 0  | 1      | 0      | 1     |
| 10      | Perú                       | 0  | 1      | 0      | 1     |
| 14      | Itàlia                     | 0  | 0      | 2      | 2     |
| 15      | Mongòlia                   | 0  | 0      | 1      | 1     |
| 15      | Polònia                    | 0  | 0      | 1      | 1     |
| 15      | Romania                    | 0  | 0      | 1      | 1     |
| 15      | Suècia                     | 0  | 0      | 1      | 1     |